# Lišov (Slowakei)
Lišov (ungarisch Lissó, zeitweise auch Lisó) ist eine Gemeinde in der Mitte der Slowakei mit 215 Einwohnern (Stand 31. Dezember 2024), die im Okres Krupina, einem Kreis des Banskobystrický kraj, liegt.

## Geographie
Die Gemeinde befindet sich am südwestlichen Rand der Hochebene Krupinská planina und am südlichen Fuß der Schemnitzer Berge, im Tal des Baches Lišovský potok im Einzugsgebiet der Štiavnica. Das Ortszentrum liegt auf einer Höhe von 182 m n.m. und ist 22 Kilometer von Šahy sowie 30 Kilometer von Krupina entfernt (Straßenentfernung).
Nachbargemeinden sind Ladzany im Norden, Drážovce im Nordosten, Hontianske Tesáre (Ortsteil Báčovce, Hontianske Tesáre und Dvorníky) im Osten und Südosten, Sudince und Hontianske Moravce im Süden, Súdovce im Südwesten und Westen und Žemberovce im Nordwesten.

## Geschichte
Lišov wurde zum ersten Mal 1235 als Lysou schriftlich erwähnt und war damals Besitz des Landadels. Im 16. Jahrhundert gehörte das Dorf zur Herrschaft der Burg Lewenz, im 17. Jahrhundert zum Gut des Geschlechts Pálffy, gefolgt von den Esterházys im 18. Jahrhundert. Dazu hatte die Familie Schoeller Gutsanteile vom 16. bis zum 20. Jahrhundert. 1715 gab es eine Mühle und 76 Haushalte, 1720 schon 39 Haushalte, 1828 zählte man 33 Häuser und 197 Einwohner, die als Landwirte und Winzer beschäftigt waren.
Bis 1918 gehörte der im Komitat Hont liegende Ort zum Königreich Ungarn und kam danach zur Tschechoslowakei beziehungsweise heute Slowakei. In der ersten tschechoslowakischen Republik mussten viele Einwohner wegen Arbeitsplatzknappheit den Lebensunterhalt im Ausland bestreiten.

## Bevölkerung
| Jahr                | 1994 | 2004     | 2014     | 2024    |
| ------------------- | ---- | -------- | -------- | ------- |
| Anzahl der Personen | 237  | 268      | 232      | 215     |
| Unterschied         |      | +13,08 % | −13,43 % | −7,32 % |

| Jahr                | 2023 | 2024    |
| ------------------- | ---- | ------- |
| Anzahl der Personen | 219  | 215     |
| Unterschied         |      | −1,82 % |

Nach der Volkszählung 2011 wohnten in Lišov 250 Einwohner, davon 237 Slowaken sowie jeweils ein Magyare und Rom. 11 Einwohner machten keine Angabe zur Ethnie.
149 Einwohner bekannten sich zur Evangelischen Kirche A. B., 49 Einwohner zur römisch-katholischen Kirche und sechs Einwohner zur evangelisch-methodistischen Kirche. Fünf Einwohner waren konfessionslos und bei 15 Einwohnern wurde die Konfession nicht ermittelt.

## Bauwerke
- evangelische Kirche, ursprünglich ein gotischer Sakralbau aus dem 15. Jahrhundert, 1856 erweitert